# Aéroport de Reims-Champagne (Bétheny)
Pour les articles homonymes, voir Aéroport de Reims en Champagne (Prunay).

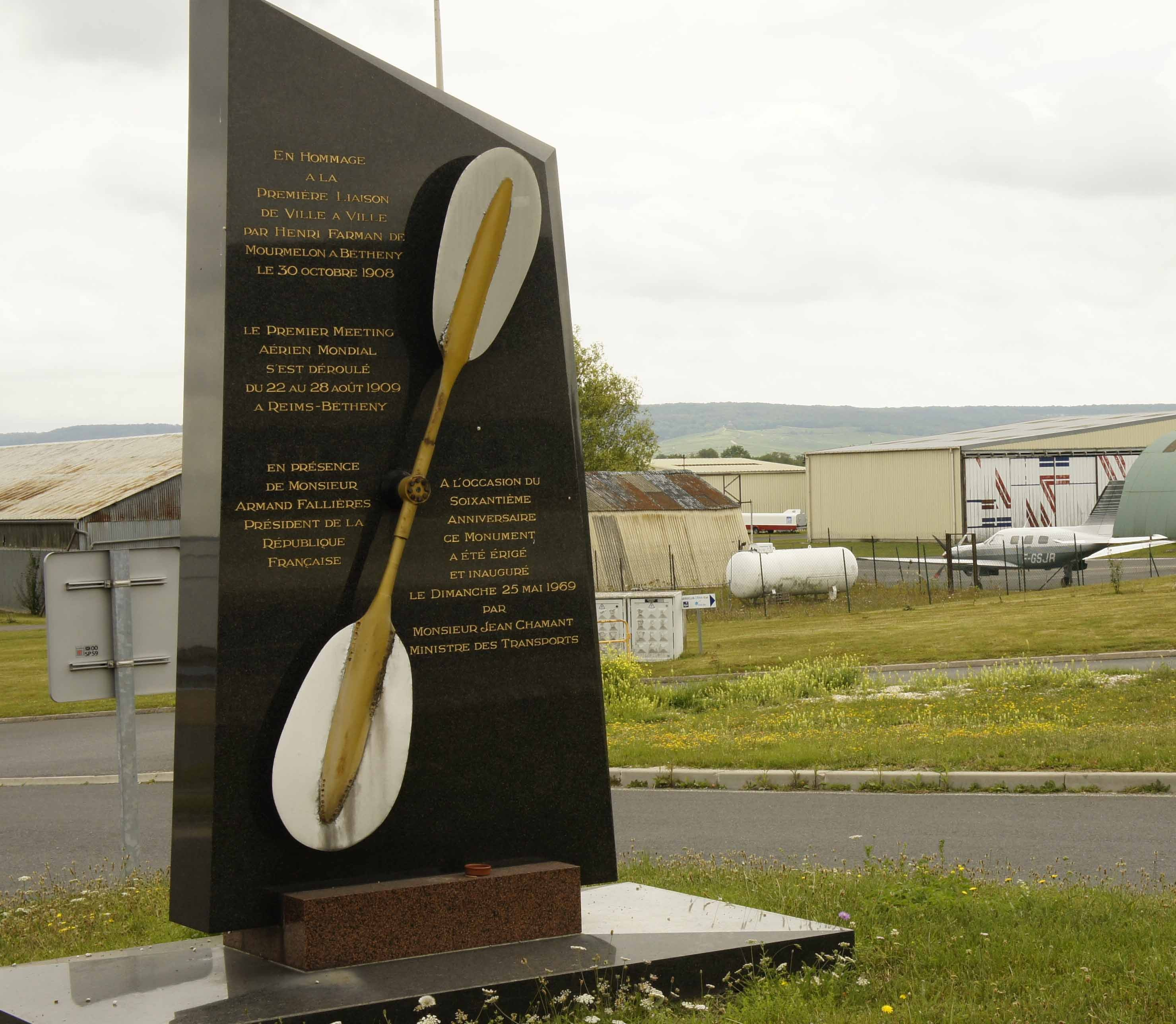
Entrée de l'ancien aéroport-Bétheny, hangars et au premier plan monument à la mémoire du premier vol inter-ville par Henry Farman.

L'aéroport de Reims Champagne était un aéroport situé sur la commune de Bétheny, dans l'agglomération de Reims, utilisant la piste et les services de la base aérienne militaire 112. 

## Histoire
Il était géré par la Chambre de commerce et d'industrie de Reims et Epernay. Georges Maltot en a été le directeur pendant près de 30 ans d’avril 1968 à fin septembre 1997.
L'aéroport a accueilli un Concorde d'Air France en 1987.
Il était desservi de façon intermittente depuis les années 1970, notamment par des lignes régulières opérées par Air-Champagne-Ardenne, Hex'Air, Ryanair et Air Turquoise. 
Entièrement reconstruit au début des années 2000, il a été définitivement fermé en juin 2006, un an avant l'ouverture de la ligne ferroviaire à grande vitesse Est, qui a placé Reims à 30 minutes de l'aéroport de Paris-Charles-de-Gaulle.
La compagnie Champagne Airlines créée en 1998, fort de 6 appareils, était basée sur la plateforme.
Jusqu'en 2006, la compagnie low-cost Ryanair effectuait des vols vers Londres en Boeing 737.  
La Chambre de commerce et d'industrie de Reims-Epernay avait rencontré des difficultés avec l'Armée avec qui elle partageait la piste. Cette dernière avait peur des dégâts causés par les Boeing 737 de Ryanair qui l'utilisaient quotidiennement. Il aurait fallu réaliser des travaux d'amélioration de la piste estimés entre 2 et 6 millions d'euros mais la CCI n'a pas voulu investir.  
L'aérogare civile fermait alors en juin 2006. 
L’aéroport de Reims-Bétheny aurait voulu, dans l’idéal, constituer un nouveau Paris Beauvais avec Ryanair. Mais, en juillet 2006, cette compagnie est contrainte de déménager vers l’aéroport de Vatry.

## Réhabilitation
L'aéroport fermé en 2006 se situait sur la base aérienne 112, fermée à son tour en 2011. 
Le site a été concédé à la Communauté Urbaine du Grand Reims qui s'est converti aujourd'hui en un pôle de recherche agro-ressources.
Néanmoins, la remise en service de l’aérogare de Reims-Champagne à Bétheny, est souhaitée par plusieurs chefs d’entreprise qui y voient un investissement judicieux pour la région et le champagne car de nombreux jets sont obligés d'atterrir à Troyes voir Vatry qui possèdent une piste beaucoup plus longue que la seconde plateforme de Reims en Champagne à Prunay (1 150 mètres). 

## Infrastructures
La plateforme bénéficiait des infrastructures militaires dont une piste bétonnée de 2 482 mètres, tour de contrôle militaire et service de secours et d'incendie militaire.
Elle possédait une aérogare qui avait été entièrement reconstruite et qui avait été inaugurée le 1er juillet 1996 par Bernard Pons, Ministre des Transports, par l'architecte rémois, Christian Vaudé. 
Cette aérogare, aux nouvelles normes des capacités d’avions du transport aérien, avait été “cofinancée” par la CCI de Reims-Epernay, la Ville de Reims, le Conseil Régional Champagne-Ardenne, le Conseil Général de la Marne et l’État (Ministère des Transports/Direction Générale de l’Aviation civile).

## Destinations desservies
- Air Champagne Ardenne : Paris, Londres (1973) et Lyon (ouverture ligne 1973).
- Hex'Air : Bordeaux (1993)[3]
- Ryanair : Londres (1er vol 30 avril 2003), Paris-Beauvais (projet).
- Air Turquoise : Londres (1er vol avril 2006), Bordeaux (le vol inaugural se déroulait le 21 juin 2005), Toulouse (à partir d'avril 2006 en alternance avec le vol de Bordeaux), Nice et Marseille (à partir du 24 juin 2005).